# Dobbelttænkning (1984)
Dobbelttænkning (kendt i Gammelsprog som virkelighedskontrol) er en integreret del af George Orwells dystopiske roman 1984 (originaltitel Nineteen Eighty-Four) og betyder at have to modstridende meninger og tro fuldt og fast på dem begge – uden at være klar over, at de er modstridende.
Ifølge romanen betyder dobbelttænkning:
"[E]vnen til samtidig at have to modstridende meninger og at tro på dem begge. […] At fortælle bevidste løgne og samtidig være overbevist om deres sandhed, at glemme enhver kendsgerning, som er blevet ubehagelig, og så, når det atter bliver nødvendigt, at hale den frem fra glemselen så længe man har brug for den, at benægte eksistensen af en objektiv virkelighed og samtidig regne med den virkelighed, som man benægter – alt dette er uomgængeligt nødvendigt. Selv når man bruger ordet dobbelttænkning, er det nødvendigt at anvende dobbelttænkning. For ved at bruge ordet indrømmer man, at man forvansker virkeligheden, og dernæst udsletter man denne viden ved hjælp af dobbelttænkning, og så videre i det uendelige, således at løgnen altid er et skrid forud for sandheden."
Endnu et citat fra romanen, hvor hovedpersonen Winston Smith begynder at tænke på dobbelttænkning, mens han laver gymnastikøvelser:
"Han fortabte sig i dobbelttænkningens labyrintverden. At vide og ikke at vide, at være overbevist om, at man holdt sig strengt til sandheden, medens man fortalte omhyggeligt konstruerede løgne; samtidig at have to meninger, som ophævede hinanden, at vide, at de var modstridende, og tro på dem begge; at bruge logik mod logik, at lade hånt om moralen og samtidig hævde, at man selv levede efter den, at tro, at demokrati var umuligt, og at Partiet var demokratiets vogter; at glemme alt, og så komme i tanker om det igen, når der var brug for det, og derpå omgående glemme det igen og fremfor alt anvende samme fremgangsmåde på selve denne fremgangsmåde. Det var det mest raffinerede af det hele: bevidst at fremkalde glemsel og derpå at glemme den selvsuggestion, man lige havde foretaget. Selve det at forstå ordet "dobbelttænkning" krævede dobbelttænkning."
Som Orwell forklarer i romanen, vil Partiet ikke kunne bevare sit jerngreb om befolkningen uden at udsætte den for konstant propaganda. Og samtidig ville bevidstheden til denne brutalitet og svindel, selv inden for Partiets rækker, føre til statens kollaps indefra, Af denne grund anvender Orwells fiktive regering i 1984 et kompleks system af "virkelighedskontrol". Selvom romanen er mest kendt for beskrivelsen af den gennemgribende overvågning af befolkningen, betyder virkelighedskontrol, at alle (inkl. den herskende elite) kan kontrolleres og manipuleres blot ved at ændre sproget og måden at tænke på. Metoden til at kontrollere tankerne via sproget er Nysprog; dobbelttænkning er metoden til at kontrollere tankerne direkte.
Dobbelttænkning er en slags indøvet, bevidst blindhed overfor modsætningerne i et system. Dobbelttænkning adskiller sig fra almindelig hykleri ved, at den person, der praktiserer dobbelttænkning, er nødt til bevidst at glemme modsætningerne mellem to modstridende holdninger – og så derefter bevidst glemme, at han har glemt det. Og så er han nødt til at glemme, at han har glemt, at han har glemt… når man først er begyndt, fortsætter processen i det uendelige. Orwell kalder denne endeløse proces for "kontrolleret vanvid".

Denne artikel er en oversættelse af artiklen Doublethink på den engelske Wikipedia. Oversættelsen tager i sin sprogbrug desuden udgangspunkt i den danske udgave af 1984 (Gyldendals Tranebøger 1973), oversat af Paul Monrad.